# Unió Militar Espanyola
La Unió Militar Espanyola (en castellà: Unión Militar Española, UME) va ser una organització clandestina de dreta creada el 1932 entre els oficials de l'exèrcit espanyol. Estructurada en una junta central i grups provincials, molt poc coordinats entre ells, en foren caps el tinent coronel retirat i falangista Emilio Rodríguez Tarduchy, el capità d'estat major Bartolomé Barba Hernández i el tinent coronel Valentín Galarza.
La reacció provocada per la revolució d'Astúries de 1934 va atraure cap als seus rengles alguns generals antirepublicans i va apropar l'UME a la Falange Española i als grups monàrquics; però fou després de les eleccions del febrer del 1936 —triomf del Front Popular— que l'UME va conèixer una important creixença (arribà a enquadrar més de la meitat dels oficials en actiu) i una ràpida radicalització; des de la primavera d'aquell any, el general Mola n'esdevingué el cap i director de la conspiració militar, en la qual l'UME tingué una participació decisiva.
A Catalunya els dirigents de l'UME van fracassar el 19 de juliol.